# Alexandria Museum of Art
Das Alexandria Museum of Art ist ein 1977 errichtetes Kunstmuseum in der Stadt Alexandria im US-Bundesstaat Louisiana.
Nach einer vorübergehenden Schließung und Modernisierung wurde es 1998 wiedereröffnet.
Das Museum verfügt über einen umfangreichen Bestand zeitgenössischer Kunst aus Louisiana und umfasst die größte Sammlung von Folk Art aus dem Norden des Bundesstaates.